# Girls on Film
"Girls on Film" é o terceiro single da banda britânica Duran Duran, lançado em 13 de julho de 1981.
O single tornou-se um dos sucessos do Top 10 de Duran Duran no UK Singles Chart, chegando ao número cinco em julho de 1981. A banda pessoalmente selecionou a canção para lançamento após o fracasso da anterior, "Careless Memories", que tinha sido escolhida por sua gravadora, EMI. Sua popularidade providenciou um grande impulso para as vendas de álbum da banda de mesmo nome de estreia, Duran Duran, que havia sido lançado um mês antes.
A canção não emplacou nos Estados Unidos em seu lançamento inicial, mas tornou-se popular e amplamente conhecida depois de receber uma exibição contínua na MTV quando o álbum Duran Duran foi relançado em 1983. A canção foi usada como música tema de abertura da série de anime Speed Grapher.

## Sobre a canção
"Girls on Film" foi originalmente escrito por Andy Wickett, um dos cantores anteriores do Duran Duran antes de Simon Le Bon. A demo original da canção tem um som muito peculiar que difere um pouco da versão final do álbum gravado em 1981. No entanto, a versão de Wickett do coro se manteve, com muito pouca mudança tendo sido feita à parte da composição da canção. Quando Wickett deixou a banda, Duran Duran comprou a canção dele por £600 e fez assinar um termo de remover os seus direitos para a música.
A canção começa com uma gravação de zumbido rápido de um motor drive em uma câmera. Ambos o gerenciador Paul Berrow e o fotógrafo Andy Earl alegam de ter fornecido a câmera para a gravação.
Ao longo dos anos, "Girls on Film" tornou-se um grampo dos encores para performances ao vivo do Duran Duran e muitas vezes é a canção final de um concerto, durante a qual o vocalista Simon Le Bon introduz o resto da banda.
A canção, juntamente com "Rio", foi originalmente omitida do álbum ao vivo de 1984, Arena, para dar lugar ao material mais recente e menos familiar do álbum de 1983, Seven and the Ragged Tiger. Ambas as faixas foram incluídas como material bônus na reedição do CD de 2004, Arena.

## Vídeo musical
A canção se saiu bem no rádio e nas paradas antes de o vídeo ser filmado, mas a controvérsia que se seguiu ajudou a manter a banda no olho do público e a canção nas paradas por muitas semanas.
O vídeo foi feito com direção duo de Godley & Creme no Shepperton Studios em julho de 1981. Foi filmado apenas algumas semanas antes da MTV ser lançada nos Estados Unidos e antes que alguém soubesse o impacto que um canal de música teria sobre a indústria. A banda esperava que o vídeo de "Girls on Film" fosse ser exibido nas casas noturnas mais recentes que tivessem telas de vídeo, ou em canais de televisão por assinatura, como o Playboy Channel. O vídeo atrevido criou um alvoroço, e foi consequentemente banido pela BBC e pesadamente editado para sua exibição original na MTV; a banda descaradamente apreciou e capitalizou sobre a controvérsia.
Um Vídeo 45 para "Girls on Film" e "Hungry Like the Wolf" fossem lançados nos Estados Unidos em março de 1983. A fita em formato VHS contém a "day version" amigável da MTV de "Girls on Film", enquanto o formato em Betamax contém a "night version" sem censura. O Vídeo 45 ganhou o Grammy Award para Best Short Form Music Video em 1984, o primeiro ano em que a Academia deu esse prêmio. O vídeo sem censura também foi incluído no vídeo álbum Duran Duran e a coleção de vídeo Greatest (lançado em VHS em 1999, e em DVD em 2004). A versão editada seria usada mais tarde no jogo de vídeo de karaokê de 2008, SingStar Pop Vol. 2.
Simon Le Bon comentou na entrevista de áudio na coleção em DVD, Greatest, que o escândalo do vídeo da música ofuscou a mensagem da canção sobre a exploração de modelos.

## Sumário da versão sem censura do vídeo musical
A banda se apresenta em um palco elevado por trás de uma passarela de modelos, que se assemelha a um ringue de boxe, como várias mulheres seminuas agem para performar uma série de vinhetas eróticas. Um número desses cenários apresentam representações leves de BDSM, fetichismo e fantasia sexual e temas recorrentes de sedução e abandono:
- Duas modelos em renda preta de ursinhos sobem a passarela carregando travesseiros. Elas escarrancham um poste de barbeiro coberto de creme em cada extremidade e movem em direção ao centro, deslizando suas virilhas ao longo do eixo horizontal de um doce listrado de uma maneira lenta e sugestiva. As modelos passam a ter uma luta de travesseiros, o que faz com que seus seios fiquem parcialmente expostos. Ao terminar, elas se beijam e voltam ao seu camarim e despejam champanhe no decote da outra.
- Uma delicada lutadora feminina de sumô com seu cabelo preso em um pequeno estilo de moicano e rabo de cavalo sobe a passarela para enfrentar um pesado, homem corpulento lutador de sumô. A mulher está vestindo uma parte superior completa e uma tanga mawashi; a câmera segue enquanto ela entra, oferecendo uma visão fetichista generosa de suas nádegas parcialmente expostas. Na postura de confronto tachi-ai, ela agarra o seu adversário pelo ombro e vira-o de cabeça-sobre-saltos para a frente. Ele dá cambalhotas e aterrissa suas costas com um baque no chão e ela faz a saudação cerimonial rei (ou seja, uma reverência) e vai embora vitoriosa.
- Uma massagista em um uniforme branco de enfermeira com suspensórios e liga branca e meias brancas puras administra uma massagem de óleo quente de corpo inteiro em um homem (o lutador de sumô) em uma mesa de banho de vapor. Mais tarde, ela vai embora deixando o homem inconsciente.
- Uma mulher em um traje de vaqueira cavalga na parte de trás de um muscular, modelo masculino negro, usando tapa-sexo que está fetichisticamente fantasiado como um equino. Mais tarde, ela ensaboa seu corpo semi-nu com uma esponja molhada e, em seguida, leva-o em uma trela, enquanto ele pinoteia atrás dela.
- Uma modelo vestindo um maiô e saltos altos posa na passarela antes de cair para trás na piscina inflável de plástico infantil jorrando água. Ela é "resgatada" e revivida por um salva-vidas do sexo masculino. Ela responde, abraçando e beijando o salva-vidas de forma tão intensa que ele se torna inconsciente de exaustão e é deixado na piscina, enquanto ela se afasta. A modelo é vista mais tarde reclinando em uma cadeira, nua, se secando com um secador de cabelo elétrico antes de esfregar cubos de gelo em seus mamilos em closeup.
- Uma modelo morena tira o casaco de pele para revelar seus seios e colante visto através da calcinha de plástico por baixo. Ela luta na lama com uma mulher loira vestindo um maiô. A loira perde e é deixada para trás na lama, enquanto a mulher morena é atendida por um assistente masculino vestido que pulveriza a lama fora de seu corpo com uma mangueira de água.

## Lado B, faixas bônus e remixagens
O Lado B do single foi outra canção inicialmente indisponível em qualquer outro lugar, uma faixa sintetizador-pesada chamada de "Faster than Light".
A night version estendida de "Girls on Film", semelhante ao "Planet Earth" não era um remix, mas um completamente novo arranjo da canção. Isto foi devido principalmente a restrições de tecnologia em 1981.
Há duas misturas ligeiramente diferentes da night version, um com duração de 5:45, o outro em 5:27. A versão de vídeo tem a duração de 06:19.
Em 1998, a EMI lançou Girls on Film – The Remixes, com uma faixa de reconstruções recém-comissionadas da canção por remixers notáveis como Tall Paul e Tin Tin Out. Um par destas misturas foi incluída na versão de 1998 do single "Electric Barbarella" no Reino Unido.

## Covers, amostras, e referências na mídia
Versões cover de "Girls on Film" foram gravadas por Björn Again, Wesley Willis Fiasco, The Living End, Girls Aloud, Jive Bunny and the Mastermixers, Billy Preston, Kevin Max, La Ley, Midnight Oil e Nathan Stack.
A música aparece na rádio fictícia Saggitarius FM do jogo Sleeping Dogs.
A música aparece no segundo episódio da segunda temporada da série Stranger Things da Netflix.

## Formatos e lista de faixas

### 7": EMI. / EMI 5206 Reino Unido
1. "Girls on Film" – 3:29
2. "Faster than Light" – 4:26

### 12": EMI. / 12 EMI 5206 Reino Unido
1. "Girls on Film (Night Version)" – 5:31
2. "Girls on Film" – 3:29
3. "Faster than Light" – 4:26

### 12": EMI. / 062-20 07176 Grécia
1. "Girls on Film (Night Version)" – 5:45
2. "Girls on Film (Instrumental)" – 5:41
3. "Faster than Light" – 4:26

- O lançamento grego de 12 polegadas de "Girls on Film" contém a "Extended Night Version" "com a câmara de introdução e também contém a "Instrumental Version".
- Estas duas versões extremamente raras não podem ser encontrados em qualquer outra versão do vinil.
- Esta versão de "Girls on Film" está disponível no conjunto de 2010 de 2 CD remasterizados do álbum de estreia de Duran Duran e é rotulado como "Extended Night Version".

### CD: Parte da coletânea "Singles Box Set 1981–1985"
1. "Girls on Film" – 3:27
2. "Faster than Light" – 4:26
3. "Girls on Film (Night Version)" – 5:31

### CD: Parte de Duran Duran 2010 Special Edition (CD2)
1. "Girls on Film" (Extended Night Version) – 5:45
2. "Girls on Film" (Night Mix) – 5:42

- A faixa 1 é a mesma versão do lançamento grego de 12 polegadas (EMI / 062-20 0717 6).
- Lançado em 2010.

### CD: The Remixes Estados Unidos
1. "Girls on Film" (Tin Tin Out Mix) – 6:55
2. "Girls on Film" (Salt Tank Mix) – 6:29
3. "Girls on Film" (16 Millimetre Mix) – 7:28
4. "Girls on Film" (Tall Paul Mix 1) – 8:28
5. "Girls on Film" (Night Version) – 5:31
6. "Girls on Film" (8 Millimetre Mix) – 5:47

- Lançado em 1999

### 12": The Remixes Estados Unidos
1. "Girls on Film" (Tin Tin Out Mix) – 6:55
2. "Girls on Film" (Salt Tank Mix) – 6:29
3. "Girls on Film" (Tall Paul Mix 1) – 8:28
4. "Girls on Film" (8 Millimetre Mix) – 5:47

- Lançado em 1999

## Posição nas paradas musicais
| Parada (1981–1982)                               | Melhor posição |
| ------------------------------------------------ | -------------- |
| Austrália (Kent Music Report)                    | 11             |
| Irlanda (IRMA)                                   | 16             |
| Países Baixos (Dutch Top 40 Tipparade)           | 17             |
| Nova Zelândia (Official New Zealand Music Chart) | 4              |
| Portugal (AFP)                                   | 1              |
| Suécia (Swedish Singles Chart)                   | 15             |
| Reino Unido (UK Singles Chart)                   | 5              |

| Chart (1999)                                     | Peak position |
| ------------------------------------------------ | ------------- |
| Estados Unidos (Billboard Dance/Club Play Songs) | 24            |

| Parada (1982)                 | Posição |
| ----------------------------- | ------- |
| Austrália (Kent Music Report) | 61      |

Até outubro de 2021, "Girls on Film" era a quinta canção do Duran Duran mais ouvida em streaming no Reino Unido.

## Certificações
| Região                                                                                                  | Certificação | Vendas   |
| --- | ------------ | -------- |
| Reino Unido (BPI)                                                                                       | Prata        | 200,000^ |
| *números de vendas baseados somente na certificação ^números de vendas baseados somente na certificação |              |          |

## Outras aparições
Além do single, "Girls on Film" também apareceu em:
EP's
- Nite Romantics (1981, Japão)
- Night Versions  (1982, Austrália) (1984, Nova Zelândia)
- Carnival (1982, Países Baixos, Espanha, Canadá, Estados Unidos, exceto o relançamento japonês)

Mini-LP:
- DMM Mega Mixes (1983, Alemanha)

Álbuns:
- Duran Duran (1981)
- Decade (1989)
- Night Versions: The Essential Duran Duran (1998)
- Greatest (1998)
- Strange Behaviour (1999)
- Arena (relançamento de 2004)
- Singles Box Set 1981-1985 (2005)
- Live from London (CD Bônus com Edição Deluxe) (2005)

Singles:
- "Ordinary World" (1993)
- "Electric Barbarella" (1998)

## Pessoal
Neste single estão os membros do Duran Duran:
- Simon Le Bon – vocais
- Nick Rhodes – teclados
- John Taylor – baixo
- Roger Taylor – bateria
- Andy Taylor – guitarra

Também creditado:
- Colin Thurston – produtor e engenheiro